# HD 180262
HD 180262 är en dubbelstjärna belägen i den norra delen av stjärnbilden Örnen. Den har en kombinerad skenbar magnitud av ca 5,57 och är svagt synlig för blotta ögat där ljusföroreningar ej förekommer. Baserat på parallaxmätning inom Hipparcosuppdraget på ca 5,3 mas, beräknas den befinna sig på ett avstånd på ca 600 ljusår (ca 190 parsek) från solen. Den rör sig närmare solen med en heliocentrisk radialhastighet på ca -25 km/s.

## Egenskaper
Primärstjärnan HD 180262 A är en gul till orange ljusstark jättestjärna av spektralklass G8 II-III Den har en radie som är ca 50 solradier och har ca 323 gånger solens utstrålning av energi från dess fotosfär vid en effektiv temperatur av ca 4 300 K.
HD 180262  är en vid dubbelstjärna där paret har en vinkelseparation av 89,823 bågsekunder. Följeslagaren är en stjärna av spektralklass A1 V, med en skenbar magnitud av 7,69.